# دانشگاه کلارک (آیووا)

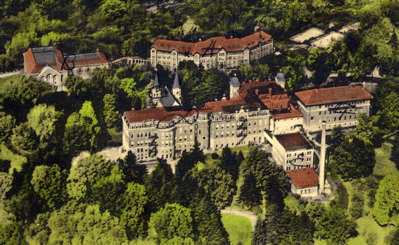
دانشگاه کلارک

دانشگاه کلارک یک دانشگاه خصوصی وابسته به کلیسای کاتولیک در دوبوک، آیووا است. محوطه دانشگاه مشرف به رودخانه می‌سی‌سی‌پی و مرکز شهر دوبوک قرار دارد. کلارک یک برنامه درسی گسترده در مقطع کارشناسی در ۱۹ بخش دانشگاهی با بیش از ۴۰ رشته ارائه می‌دهد. این دانشگاه همچنین مدارک کارشناسی ارشد و دکترا را در رشته‌های تحصیلی منتخب ارائه می‌دهد و تقریباً ۱۲۰۰ دانشجو دارد.

## تاریخچه
آنچه اکنون به عنوان دانشگاه کلارک شناخته می‌شود در سال ۱۸۴۳ به عنوان آکادمی زنان سنت مریم توسط مهاجر ایرلندی مری فرانسیس کلارک، بنیانگذار خواهران خیریه مریم مقدس تأسیس شد. این یکی از اولین مدارسی بود که برای زنان در غرب رودخانه می‌سی‌سی‌پی ساخته شد.
جوآن باروز، دوره ریاست خود را در ۱ ژوئیه ۲۰۰۶ آغاز کرد و جایگزین خواهر کاترین دان شد. در ۱۲ می ۲۰۱۰، او اعلام کرد که نام کالج به دانشگاه کلارک تغییر خواهد کرد. تام چسنی در سال ۲۰۱۹ جانشین او شد.